# Select Sport
Select Sport A.S. è un'azienda di articoli sportivi danese con sede a Glostrup.

## Storia
La Select è stata fondata nel 1947 da Eigil Nielsen, l'ex calciatore e pallamanista danese, di ruolo portiere. Tra gli anni 1950 e gli anni 1960 i suoi palloni Super Olympia vennero spesso usati ai tornei di calcio ai Giochi olimpici.
Nel 1962 produsse e commercializzò che rivoluzionò il mondo dello sport; infatti, presentava un'innovativa copertura a icosaedro troncato. Il disegno, basato vagamente sui disegni della cupola geodetica di Richard Buckminster Fuller, consisteva di 32 pannelli: 12 pentagoni e 20 esagoni. Questo design fu ideato per migliorare la presa e il controllo sul pallone rispetto ai modelli proposti fino a quel momento e la sua efficacia lo rese lo standard produttivo dominante a livello mondiale per molti decenni.
La Select è stata anche la prima azienda produttrice di palloni senza cuciture esterne.

## Sponsorizzazioni

I calciatori Zinédine Zidane e Didier Deschamps posano con un pallone Select nel 1996

La Select Sport ha funto da sponsor tecnico per un gran numero di federazioni, squadre e competizioni di vari sport.
Ha fornito i palloni Brillant per le edizioni 2000 e 2002 della CONCACAF Gold Cup. Dal 2008, fornisce palloni alla Federcalcio danese e a partire dalla stagione 2018-2019 la Select, attraverso il marchio Derbystar, fornisce i palloni ufficiali della 1. Bundesliga e della 2. Bundesliga. Diversi tra i principali club dei campionati di calcio danese, belga e portoghese sono sponsorizzati dalla Select.
La filiale statunitense dell'azienda ha contratti per la fornitura di palloni da calcio per la USL, la NPSL, la NAIA, diverse conference della NCAA Division II e Division III e le federazioni delle scuole superiori statali del Kentucky e Wisconsin.
Select, inoltre, fornisce le palle per i campionati mondiali di pallamano maschile e femminile e dei tornei olimpici di pallamano; nonché, dei campionati di pallamano maschile danese, svedese e spagnolo, tra gli altri.